# Dinobabies
Dinobabies is een langlopende tekenfilmserie uitgezonden in Nederland door Kindernet tot 2001. De serie werd geproduceerd door Fred Wolf Films en het Chinese Shanghai Morning Sun Animation vanaf 1994. De tekenfilmserie werd oorspronkelijk geschreven door Ken Koonce en Michael Merton. In totaal zijn er 26 afleveringen van een half uur gemaakt.

## Verhaal
De serie gaat over een groepje jonge dinosauriërs, bestaande uit vijf jongens, genaamd Frankie, Stefan, Thomas, Maarten en Dak (een vliegende Pterodactylus), en een meisje genaamd Linda. Thomas is een verhalenverteller, Frankie is verlegen, Stefan is de dappere en Maarten is het kleine broertje dat er maar een beetje bij loopt. Linda bemoeit zich overal mee en dat irriteert de rest van de groep vaak, maar zij is desondanks toch een goede vriend. Op Dak na komen ze vaak samen in een boomgrot en beleven ze allerlei avonturen.

## Personages en stemmen
| Personage | Personage  | Stem           | Stem                        | Karakter          |
| Origineel | Nederlands | Origineel      | Nederlands                  | Karakter          |
| --------- | ---------- | -------------- | --------------------------- | ----------------- |
| Truman    | Thomas     | Kathleen Barr  | Maura Renardel de Lavalette | Verhalenverteller |
| Franklin  | Frankie    | Sarah Strange  | Bram Bart                   | Verlegen          |
| Stanley   | Stefan     | Matt Hill      | Olaf Wijnants               | Dapper            |
| Labrea    | Linda      | Andrea Libman  | Angélique de Boer           | Bemoeial          |
| Marshall  | Maarten    | Samuel Vincent | Jody Pijper                 | Klein broertje    |
| Dak       | Dak        | Scott McNeil   | Just Meijer                 | Pestkop           |

## Titellied
Een van de bekendste onderdelen van de serie is het titellied.
| Dinobaby's spelen want ze hebben alle tijd 't Is een groepje van vier jongens en een heel lieve meid Dinobaby's maken elke keer van alles mee Dinobaby's zijn oké! |
| Frankie is verlegen, Stefan vindt zichzelf een kei En het kleine broertje Maarten hoort er ook een beetje bij Dak de pterodactylus kan vliegen in de lucht En hij jaagt de dinobaby's soms ook op de vlucht Dinobaby's plaagt ie voor de lol Dinobaby's slaan op hol! |
| Linda is het meisje en haar mondje staat nooit stil Ze helpt Thomas met verhalen wat ie eigenlijk niet wil Dinobaby's hebben aan verhalen geen gebrek Dinobaby's zijn te gek!                                                                                         |